# Noc i ciemność
Noc i ciemność (ang. Endless Night) – powieść Agathy Christie wydana w 1967. Jest to inna wersja opowiadania Śmiertelna klątwa z panną Jane Marple.

## Fabuła
Michael Rogers, prosty chłopak, który nigdzie nie może zagrzać na dłużej miejsca, trafia pewnego dnia do małego miasteczka Kingston Bishop, gdzie natrafia na starą, wystawioną na licytację posiadłość nazywanych przez miejscowych „Wieżą” lub częściej „Cygańskim gniazdem”. Podobno posiadłość jest obłożona klątwą rzuconą przez Cygan, domniemanych dawnych właścicieli tych terenów. Michael marzy o kupieniu tego domu, lecz go na to nie stać. Gdy wraca do miasteczka napotyka miejscową wróżbitkę i cygankę Esther Lee, która każe mu się trzymać z daleka od posiadłości „Cygańskie gniazdo”. Twierdzi, że nic dobrego nigdy nikogo tam nie spotka. Jakiś czas później Michael Rogers poznaje Amerykankę Fennellę „Ellie” Goudman, dziedziczkę wielkiego majątku, w której zakochuje się ze wzajemnością od pierwszego wejrzenia. Wkrótce potem biorą ślub i kupują posiadłość „Cygańskie gniazdo”, gdzie budują dom. Wkrótce po przeprowadzce do nowego domu dochodzi do nieprzyjemnych incydentów – ktoś wybił szybę raniąc Ellie. A poza tym Ellie jest ciągle nachodzona i straszona przez starą cygankę Lee. Może jednak liczyć na swą wierną przyjaciółkę Gretę. Ostatecznie Ellie ginie w tajemniczych okolicznościach.

## Rozwiązanie
Mordercą okazuje się sam główny bohater i narrator opowieści, Michael Rogers. Okazuje się, że już wcześniej miał na swoim koncie kilka morderstw - w czasach szkolnych utopił w stawie kolegę, by móc mu ukraść drogi zegarek. Parę lat później zamordował innego kolegę, by ukraść mu kilkaset funtów.
Okazuje się, że ślub z Ellie był od początku ukartowany przez Michaela i Gretę. Jak się okazuje, znała ona Michaela od dawna i razem zaplanowali przejęcie majątku bogatej dziedziczki. To Greta zaaranżowała spotkanie, w wyniku którego Ellie i Michael się poznali. Greta i Michael wspólnie dodali trucizny do lekarstwa na alergię, które brała Ellie. Trucizna zaczęła działać dopiero podczas przejażdżki konnej. Śmierć wyglądała zatem na wypadek. Wcześniej, Michael płacił starej cygance Lee, za straszenie jego żony. Później zamordował także samą cygankę, spychając ją ze skarpy. Claudia Hardcastle była zaś tylko przypadkową ofiarą, która otruła się trucizną pozostawioną przez zabójców. 
Ostatecznie Michael postanawia zabić również Gretę. Dochodzi on bowiem do wniosku, że mordowanie daje mu satysfakcję. Zostaje jednak zdemaskowany i schwytany tuż po dokonaniu tego morderstwa. Ujawnione zostaje, że cała opowieść to tak naprawdę wyznanie Michaela spisane tuż po schwytaniu. Ostatecznie zaczyna on żałować swych czynów i dochodzi do wniosku, że naprawdę kochał swoją żonę i mógł być z nią szczęśliwy.